# Sowerbaea
Sowerbaea is een geslacht uit de aspergefamilie. De soorten komen voor in Australië.

## Soorten
- Sowerbaea alliacea
- Sowerbaea juncea
- Sowerbaea laxiflora
- Sowerbaea multicaulis
- Sowerbaea subtilis